# 孙克宁
孙克宁，教授，主要从事环境化学、清洁能源与材料等方面的研究工作。入选中华人民共和国教育部第八批"长江学者"特聘教授，曾就读于哈尔滨工业大学电化学工程专业。